# Lecteur de Laserdisc
Cet article court présente un sujet plus développé dans : Laserdisc.

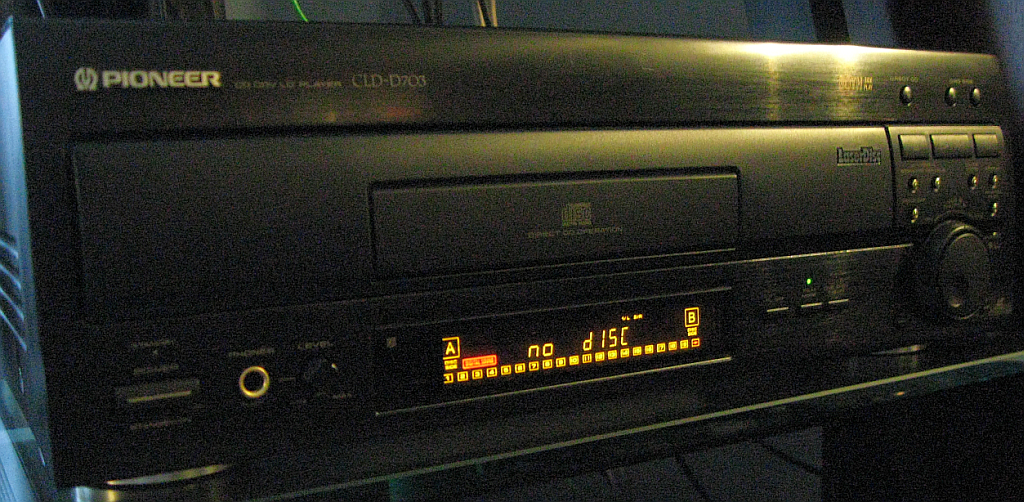
Lecteur de Laserdisc CLD-D703

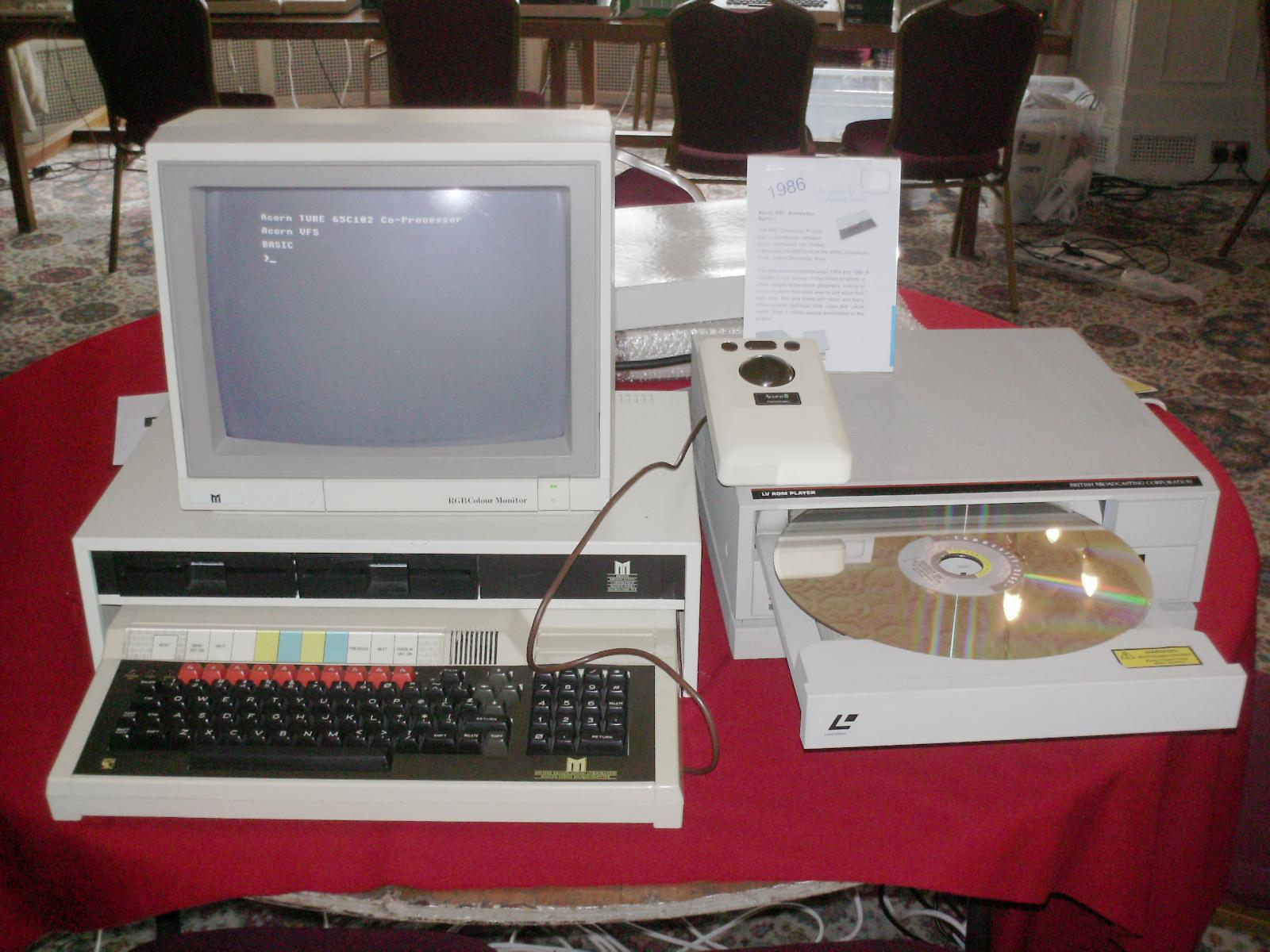
Un ordinateur Domesday

Un lecteur de Laserdisc est un lecteur de disque optique utilisé pour exploiter les données numériques stockées sur des Laserdisc.
Un lecteur de Laserdisc est également utilisé en tant que périphérique informatique d'entrée permettant de lire des Laserdisc. La plupart des grandes entreprises de l'âge d'or des jeux vidéo d'arcade ont utilisé ce support et créé des systèmes d'arcade munis de Laserdisc.

## Usage
Comme un CD-ROM ou DVD-ROM, un Laserdisc peut lire toute sorte de données numériques. Les Laserdisc peuvent servir de support pour :
- La musique ;
- Le cinéma ;
- Les jeux vidéo d'arcade.